# Selago muralis
Selago muralis là một loài thực vật có hoa trong họ Huyền sâm. Loài này được Benth. & Hook. f. miêu tả khoa học đầu tiên năm 1876.